# SIG Sauer P320
SIG Sauer P320 er en 9 mm semi-automatisk pistol fremstillet af SIG Sauer.

## Primære brugere

### Danmark
Forsvaret introducerede i 2019 P320 X-Carry som erstatning for den aldrende SIG P210 (benævnt Pistol M/49 med kælenavnet Neuhausen) som har været i brug i Forsvaret siden 1949. I alt er der indkøbt over 7000 pistoler til en samlet pris på 25 millioner kroner igennem mellemhandleren CT Solutions Aps og det forventes at pistolen er fuldt indfaset ved udgangen af 2019.
Politiet introducerede d.08/11/2023
SIG Sauer P320 som skal erstatte den nuværende tjeneste pistol H&K USP Compact
aftalen er lavet med CT Solutions Aps
politiet forventer at den nye pistol er indfaset i slutningen af 2027

### USA
Den 19. januar 2017 offentliggjorde USA's militær at P320 havde vundet konkurrencen om at erstatte Beretta 92FS som standardhåndvåben i de amerikanske væbnede styrker og at man forventede at anskaffe samlet omkring 500.000 modificerede pistoler af typerne Full Size og Carry (benævnt henholdsvis M17 og M18).

## Varianter
Det grundlæggende træk ved P320-familien er den modulære opbygning. Pistolens styreramme fås i fire forskellige grundlæggende varianter (Full Size, Carry, Compact og Subcompact) samt en række modificerede versioner af disse varianter. Disse modifikationer kan være forskellige versioner af pistolgrebet, magasinstørrelser, lyddæmper, pibelængde og forskelligt tilbehør der kan monteres på pistolens STANAG-certificerede Picatinny-skinner (såsom taktisk sigtelaser, hvidtlyslygte og rødpunktssigte). Dog er Subcompact versionen ikke udstyret med skinner.
Våbnet kan med et specielt konverteringssæt hurtigt ændres til at benytte tre andre kalibre (.40 S&W, .357 SIG, og .380 ACP) uden brug af værktøj. Derudover kan pistolen også modificeres til at benytte den noget større kaliber .45 ACP.
Betjening af slædelås og magasinudløser findes på begge sider af pistolen. P320 er ikke udstyret med en traditionel hane, men har i stedet en slagstift. Pistolen har ikke en ekstern sikring, blot en intern sikring som gør at et skud kun kan afgives såfremt aftrækkeren er påvirket. De første version af P32 der kom på markedet risikerede af gå af hvis de blev tabt, og SIG Sauer måtte trække dem tilbage og tilbyde alle ejere en opgradering, som skulle løse dette problem .

## Retssager i USA
I USA har en række politifolk i 2023 lagt sag an mod SIG Sauer, med den påstand at pistolen, som ikke har nogen sikring, er gået af mens den har siddet i hylsteret og har ført til forskellige alvorlige skader. SIG Sauer påstår at dette er umuligt, men en del af sagerne kan dokumenteres med videoovervågning. Retssagen er bl.a. dækket af The Washington Post
,
.
I Danmark har der også været episoder med utilsigtede affyringer, heraf et antal med legemsbeskadigelse.
.

## Militær model M17
Amerikansk militær benytter P320 i en modificeret version, som blandt andet har en manuel sikring, i modsætning til den version der benyttes af politi og forsvar i Danmark.